# Ignazio Ceffalia (Politiker)
Ignazio Ceffalia (* 30. Januar 1983 in Geislingen an der Steige) ist ein deutscher parteiloser Politiker. Er ist seit 2025 Oberbürgermeister von Geislingen an der Steige.

## Leben
Ceffalia wuchs in Süßen auf und legte dort den Hauptschul- und Werkrealschulabschluss ab. Anschließend absolvierte er das Abitur am Wirtschaftsgymnasium in Göppingen. Ab 2004 studierte er Politikwissenschaft und Philosophie an der Universität Augsburg; er schloss das Studium 2013 mit dem Diplom ab. Von 2013 bis 2017 war er persönlicher Referent des Bürgermeisters Marc Kersting in Süßen. Von 2017 bis 2019 war er persönlicher Referent des Oberbürgermeisters in Esslingen am Neckar, Jürgen Zieger. Zudem absolvierte er von 2017 bis 2020 ein Studium des Public Management an der Hochschule für öffentliche Verwaltung und Finanzen Ludwigsburg, das er mit dem Master abschloss. Von 2019 bis 2023 war Ceffalia Leiter der Stabsstelle Digitalisierung der Stadt Esslingen am Neckar. Von 2023 bis 2025 war er Leiter des Haupt- und Personalamts der Stadt Filderstadt.
Am 6. April 2025 wurde Ceffalia mit 59,7 Prozent der Stimmen zum Oberbürgermeister von Geislingen an der Steige gewählt. Er folgte Frank Dehmer nach und trat das Amt am 1. Juli 2025 an.

## Privates
Ceffalia ist römisch-katholisch, ledig und Vater einer Tochter. Er wohnt in Süßen. Der gleichnamige italienische römisch-katholische Geistliche und Diplomat des Heiligen Stuhls, Ignazio Ceffalia ist sein Cousin.